# Конет-ан-Валь
Коне́т-ан-Валь (фр. Caunettes-en-Val) — коммуна во Франции, находится в регионе Лангедок — Руссильон. Департамент коммуны — Од. Входит в состав кантона Лаграс. Округ коммуны — Каркасон.
Код INSEE коммуны — 11083.

## Население
Население коммуны на 2008 год составляло 54 человека.
| 1962 | 1968 | 1975 | 1982 | 1990 | 1999 | 2008 |
| ---- | ---- | ---- | ---- | ---- | ---- | ---- |
| 47   | 60   | 58   | 57   | 58   | 36   | 54   |

## Экономика
В 2007 году среди 34 человек в трудоспособном возрасте (15—64 лет) 19 были экономически активными, 15 — неактивными (показатель активности — 55,9 %, в 1999 году было 42,1 %). Из 19 активных работали 13 человек (8 мужчин и 5 женщин), безработных было 6 (3 мужчины и 3 женщины). Среди 15 неактивных 1 человек был учеником или студентом, 4 — пенсионерами, 10 были неактивными по другим причинам.